# Александрова, Миглена
Миглена Дойкова Александрова (болг. Миглена Дойкова Александрова, родилась 30 октября 1982 в Софии) — болгарская журналистка, телеведущая на телеканале ALFA TV и депутат Народного собрания Болгарии.

## Биография
Два образования: инженерное и по связям с общественностью. Избрана в 2013 году в 42-е Народное собрание Болгарии от партии АТАКА на 23-м избирательном округе Софии. Состоит в группах по развитию отношений с Россией, Кубой, Бразилией и Индией. На телеканале АЛФА ведёт программу «Ложь СМИ» (болг. Медийни лъжи).
Владеет английским и итальянским языками.